# Balikpapan
Balikpapan – miasto w Indonezji na wyspie Borneo, w prowincji Borneo Wschodnie nad cieśniną Makasarską.
Historia miasta jest związana z wydobyciem ropy naftowej, które rozpoczęło się w tym miejscu w 1897 roku. Balikpapan stał się miastem przemysłowym, w którym dominującą rolę pełni przemysł petrochemiczny. Wydobycie ropy osiągnęło 86 mln baryłek na rok. Innymi istotnymi gałęziami przemysłu są przemysł chemiczny (gł. nawozy sztuczne) i drzewny. Port morski zajmuje się wywozem ropy naftowej i jej produktów, drewna, kauczuku oraz produktów wytwarzanych z palmy kokosowej).
W mieście znajduje się międzynarodowy port lotniczy Sultan Aji Muhammad Sulaiman.